# كول بوردرز 2001
كول بوردرز 2001 (بالإنجليزية: Cool Boarders 2001)‏، هي لعبة فيديو أمريكية من نوع رياضة التزلج، وهي من تطوير ديك ناين، ونشرها سوني كمبيوتر إنترتنمنت، صدرت اللعبة في الأسواق بتاريخ 24 أكتوبر 2000، وهي أحد الأجزاء الفرعية لسلسلة كول بوردرز، وتعمل لمنصتي بلاي ستيشن وبلاي ستيشن 2.